# 품새
품새는 태권도와 같은 한국의 무술에서 볼 수 있는 기술 체계이다. 예전에는 -형(型), 품세(品勢)라고 불리다가 1987년 2월 26일 현재 불리는 이름으로 바뀌었다. 이후 대한민국내의 언어 실생활에서의 사용 빈도를 감안하여 2011년 8월 22일 국립국어원 국어심의회 전체 회의를 거쳐 동년 8월 31일부터 "품새"와 "품세"가 복수 표준어로 인정되었다.
품새에는 태극 1~8장, 고려, 금강, 태백, 평원, 십진, 지태, 천권, 한수, 일여(이곳에서 정확한 태권도 품새 문서 링크를 넣어주면 좋습니다) 품새가 있다. 그리고 2019년 태권도 새품새 9개가 추가되었다 그리고 태권도 창작품새도 있다
2009년 하계 유니버시아드 대회, 2018 자카르타-팔렘방 아시안게임에서 태권도의 세부 종목으로 정식 채택됐다.

## 하계 유니버시아드 대회

### 경기 방식 및 규칙
지정된 시간 1분-2분 이내에 정해진 2가지 품새(고려, 금강, 태백, 비각, 한류 등 조직위에서 정한 것)를 경연하고, 심판이 점수(10점제)를 부여하여 순위를 결정한다.

#### 채점 방식
- 정확성 (3점) : 기본동작, 각 품세별 세부 동작.
- 숙련성 (4점) : 균형 및 동작의 크기, 속도와 힘.
- 표현성 (3점) : 강유․완급․리듬, 기의 표현.

#### 경기 종목
- 남자 개인
- 여자 개인
- 남자 단체 (3명)
- 여자 단체 (3명)
- 혼성 (남녀 각 1명)

#### 대회 진행 방식
예선, 본선, 결선으로 나눠 경기를 진행한다. (컷 오프 방식)
- 예선 : 참가 선수 중 상위 점수 50% 선발.
- 본선 : 예선에서 선발된 선수 중 8명 선발.
- 결선 : 본선에서 선발된 8명 중 최종 순위 결정.

## 하계 아시안게임

### 경기 방식 및 규칙[3]
참가자는 최대 2개 카테고리(개인,단체)의 경기에 참가할 수 있다. 선수는 WTO규정 제8조에 따라 30세 미만이어야 한다.
태권도 품새 대회는 4개 부문(남자 품새, 남자 품새 팀, 여자 개인, 여자 팀.)으로 구성된다.
이번 대회부터 새 품새(비각, 나르샤, 새별, 힘차리 등)이 추가되었다.
개인전은 준결승 두번째 품새, 단체전은 준준결승 두번째, 준결승 첫번째 품새가 새 품새로 적용되었다.